# جام ملت‌های زنان آسیا ۱۹۸۰
جام ملت‌های زنان آسیا ۱۹۸۰ سومین دوره رقابت‌های فوتبال جام ملت‌های زنان آسیا بود که توسط ای‌اف‌سی و به میزبانی کشور هند برگزار شد.

## تیم‌های راه‌یافته
- ۶ تیم راه‌یافته به جام ملت‌های زنان آسیا ۱۹۸۰:
- جمهوری چین
- هنگ کنگ
- مالزی
- استرالیای غربی
- هند شمالی
- هند جنوبی